# Яков
 Тази статия е за библейския патриарх.  За християнския апостол вижте Яков Зеведеев.  
Яков (или Иаков, изписвано в синодалния превод на Библията) е третият от библейските патриарси, по-малък брат на Исав. Според преданието, при раждането му се е хванал за петата на брат си, за да излезе от утробата на майка си (производно от „акев“ – пета̀). Според Библията името Яков означава „който прави засада“.

## Живот
Яков и брат му близнак Исав са родени от Исаак и Ребека след 20 години брак, когато Исаак е на 60 години (Битие 25:20, 25:26). По време на бременността си Ребека се чувстваше неудобно и отиде да попита Бог защо страда. Тя получи пророчеството, че близнаците се бият в утробата ѝ и ще продължат да се бият през целия си живот, дори след като станат две отделни нации. Пророчеството също казва, че „единият народ ще бъде по-силен от другия народ, а по-големият ще служи на по-младия“ (Битие 25:25).
Библията представя Яков като баща на основателите на Дванайсетте израилски племена, имал и дъщеря, наречена Дина. Той бил син на Исаак, който бил син на Авраам, а неговите синове, след като се преселили в Египет, станали родоначалници на тези племена. Най-известен от синовете на Яков е Йосиф – инициаторът на преселението в Египет.
Яков е известен и под името Израил, което носил – според преданието – защото „се борил с Бога“ и дори успял да Го победи и да изтръгне благословията Му. Изглежда, че Яков е почитал Яхве, който именно се сочи като бога, с когото се е борил (това се случило, според Библията, край потока Иавок – вероятно култово средище на Йехова в онази епоха).
Но същевременно, докато бил в Харан, където взел за съпруги своите братовчедки Лиа и Рахел и където се родили някои от децата му, докато служел, в скотовъдното стопанство на баща им Лаван (който го принудил да работи 7 години за него, като откуп за всяка от дъщерите му), възприел култа и към някакви домашни божества, чиито идоли взел от дома на Лаван. Според Библията заграбването на идолите (което станало тайно и било съпроводено с бягство на Якововото семейство от Харан), както и вземането с хитрост на по-добрия дял от Лавановите богатства, станало повод за крамола между двамата, но впоследствие те се помирили и дори издигнали специален знак на своята дружба и на свидетелството на Йехова за нея, който по-късно се превърнал в известна култура реликва. Освен за Лиа и Рахел, Яков имал и две наложници – Вала и Зелфа, които също станали майки на част от синовете му.
Тъй като Яков бил вторият син в семейството на Исаак и очаквал за наследник да бъде предпочетен по-възрастния му (първородния) брат Исав – разказва Библията (изглежда, че Исаак е бил привърженик на майората, въпреки че сред евреите може би дълго време е бил по-силно застъпен миноратът, което показва и лекотата, с която Исаак приел измамата, ако това изобщо е било измама, а не само някакъв магически ритуал) – той с измама се сдобил с „първородство“ и така си осигурил наследството, а брат му бил принуден да се превърне в скитник-чергар и да се препитава с лов и разбойничество.
Но Исав – забогатял междувременно – простил на Яков и, след като той се завърнал от Харан, между тях се установили дружески отношения.
Животът на Яков, според Битие, бил вгорчен от загубата на любимия му син Йосиф, за когото смятал, че е разкъсан от диви зверове, докато всъщност той бил продаден в робство от своите братя.
В края на живота си (той умрял в Египет) обаче, той отново успял да се срещне с него, узнавайки при това, че Йосиф е сановник в тази страна.